# 魯斯文 (加利福尼亞州)
魯斯文（英語：Ruthven）是位於美國加利福尼亞州因皮里爾縣的一個非建制地區。該地的面積和人口皆未知。

## 地理
魯斯文的座標為32°57′09″N 115°00′41″W / 32.95250°N 115.01139°W，而該地的平均海拔高度為115米（即377英尺）。